# هانس كريستيان أندرسن
هانس كريستيان أندرسن (بالدنماركية: Hans Christian Andersen) (ولد في أودنسه، في 2 أبريل 1805 - وتوفي في كوبنهاغن، 4 أغسطس 1875م)؛ كاتب وشاعر دنماركي يُعد واحداً من الكتاب البارزين في مجال كتابة الحكاية الخرافية. ويُعتبر شاعر الدانمارك الوطني، وأختير يوم ميلاده ليكون يومًا عالميًا لكتب الأطفال. ورغم كونه كتب في مختلف حقول الأدب كالرواية، والنص المسرحي، والشعر غير أن موهبته تجلت، أكثر ما تجلت، في مجال الحكايات الخرافية التي برع في كتابتها ليحتل مكانة بارزة في هذا المجال على مستوى العالم، فحكاياته تأخذ من ناحية الشكل قالب الحكاية الشعبية، وبعضها ينطلق من القصص الخرافية التي سمعها عندما كان صغيراً، كما أن حكاياته، رغم بساطتها، تحمل مستويات عدة في بنائها. ويُروى أنه أسعد الكثير من الأطفال في حياته في كل أرجاء المعمورة، وقد وجد الحفاوة والتقدير من الأسرة الملكية في الدنمارك. نقلت أشعاره وحكاياته إلى أكثر من 150 لغة. استوحي من حكاياته أفلام ومسرحيات، وعروض باليه، ورسوم متحركة.
ومن أشهر قصصه بائعة الكبريت وجندي الصفيح وملكة الثلج والحورية الصغيرة وعقلة الاصبع وفرخ البط القبيح.

## سيرة حياته

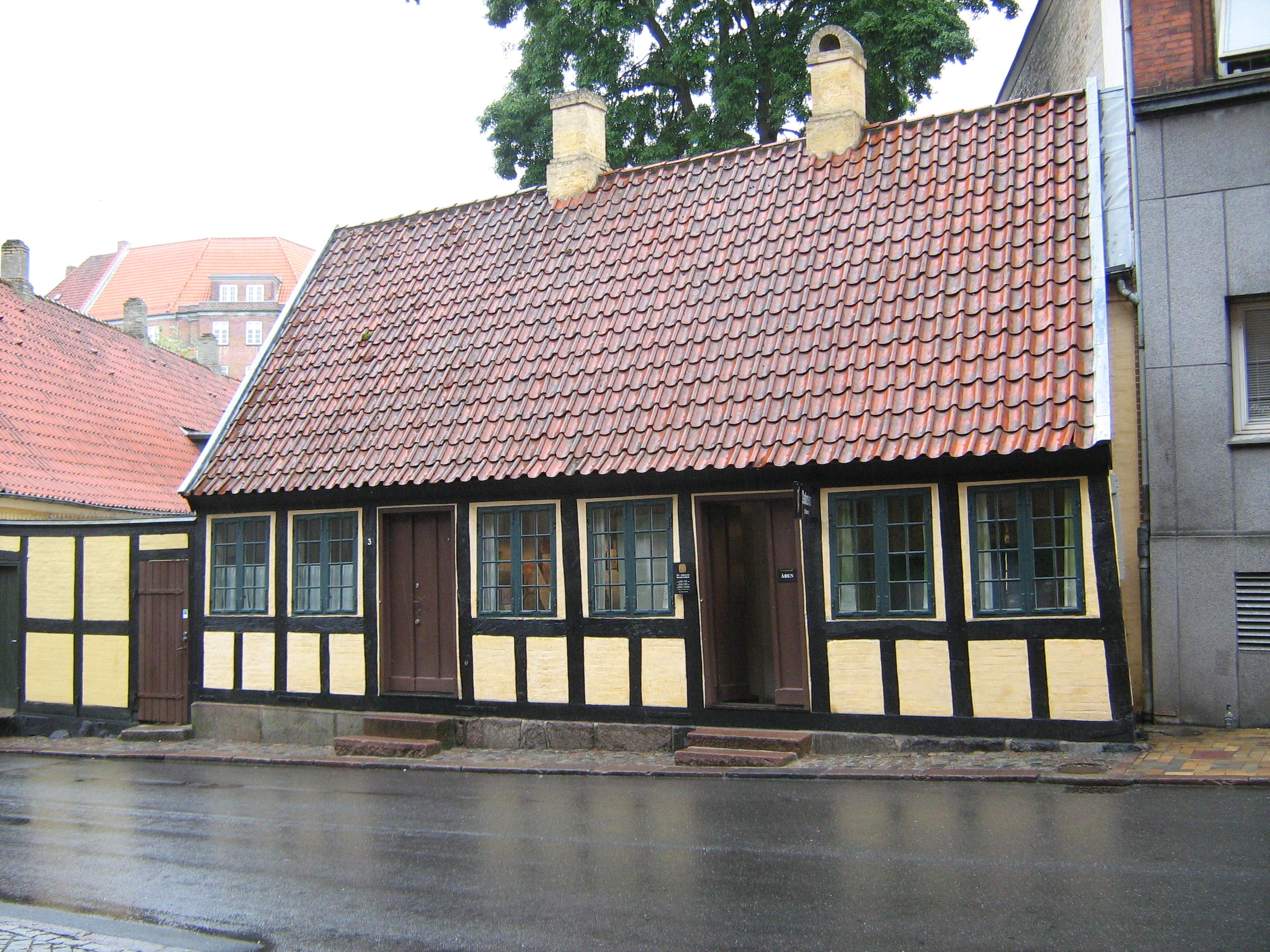
المنزل الذي قضى اندرسن فيه طفولته

ولد هانس كريستان أندرسن في أودنسه بالدنمارك يوم 2 أبريل 1805
لأسرة متواضعة الحال حيث كان والده يعمل صانع أحذية بينما كانت والدته تعمل في تنظيف ملابس الأغنياء في المنازل الكبيرة، وكانت له شقيقة واحدة من والدته فقط. توفى والده عام 1816 م وتوفيت والدته في إحدى دور رعاية المسنين عام 1833.
عاش أندرسن في كنف أسرة فقيرة، فعانى، هو المرهف الإحساس، من شظف العيش، لكنه تعلق بالفنون منذ صغره، فأقام في ركن من الغرفة الوحيدة لأسرته مسرحا للدمى، وراح يمضي وقته في محاكاة دماه وتحريكها متخذا منها شخصيات لمسرحه الخيالي الصغير، وكان يتابع بشغف عروض مسرحيات شكسبير وسوفوكليس وسواهما من عباقرة المسرح التي كانت تقام على المسرح الملكي في كوبنهاغن.
والده كان يعشق الكتب، يقرأ في المساء لابه الصغير حكايات . لافونتتن ومسرحيات شكسبير. وعلى عكس الاب، كانت الام تؤمن بالاساطير والخرافات
لم يحب في المدرسة، بليداً، التي تركها بعد ان تعلم القراءة والكتاب . كان طفلا غريب الاطوار، يرتبك في حركاته، يدلف بين الناس بقامته الطويلة يثير سخريتهم لمجرد رغبته في أن يكون ممثلا، لكنه ما لبث ان هجر المسرح، وتحول اهتمامه إلى الحكايات الشعبية والخرافات والقصص، وكان هذا الشغف والاهتمام يزدادان مع إصغائه إلى الروايات والقصص التي كان يسمعها من والدته التي استطاعت بأسلوبها الشفاهي البسيط أن تلهب خيال الطفل الغض، فانطبعت الخرافات كالحقيقة في وعيه١، وراح يؤمن بأن عالمه الخرافي أجمل من عالمه الواقعي الراكد.
لم يكن طريق الشهرة ممهدا لهذا الفتى الموهوب، بل لاقى الكثير من الصعوبات والعقبات، وحين سئل أندرسن، ذات مرة، عن سيرة حياته، أجاب: «اقرؤوا حكاية فرخ البط القبيح»! وهي حكاية تتحدث عن قصة النجاح التي لا تتحقق إلا بعد مشقة ومعاناة، فالحكاية تتحدث عن فرخ بط قبيح لم يلق المودة من شقيقاته البطات، فكان منبوذا نظرا لقبحه وضخامة حجمه، فراح يتنقل من مكان إلى آخر بحثا عمن يهتم به ويقدره، لكنه كان يعاني من نظرات الازدراء من جميع الطيور والحيوانات، حتى من المقربين له، إلى ان كبر واكتشف انه بجعة جميلة بيضاء وليس فرخ بط قبيحاً، فتباهى بنفسه بين أترابه كبجع جميل يثير الإعجاب، والواقع أن سيرة أندرسن تشبه إلى حد بعيد سيرة فرخ البط هذا، وقد كتب أحد النقاد معلقا: «لكل مبدع ولكل شاعر حكاية فرخ البط القبيح الخاصة به»، مضيفا: «إن هذه الحكاية هي العمل الإبداعي الذي يكشف فيه أندرسن عن معاناته، وأحلامه، عن نجاحاته الأولى المغمسة بمرارة الإخفاقات، وعن مكنوناته...».
عرف عن هانز ولعه بالأدب والفنون فقام والده على الرغم من بساطته من تقريبه من الأدب وأخذه إلي المسرح على قدر المستطاع كما قرأ عليه عدد من المسرحيات وعلى الرغم من تواضع حال والده إلا أنه كان يهتم بالثقافة والأدب، كما روت له والدته العديد من قصص الأساطير والخرافات القديمة والتي تأثر بها هانز كثيراً حيث خلفت لديه رصيد من الحكايات التراثية القديمة.
يبدو أن والد كريستيان كان يعتقد أنه ينتمي إلى النبلاء، وطبقا للباحثين في مركز الأب هانز كريستيان أندرسن، فإن جدته لأبيه أخبرته أن عائلتهم كانت ذات منزلة اجتماعية أعلى فيما مضى، لكن الأبحاث أثبتت عدم صحة هذا الادعاء. فعلى ما يبدو كانت للعائلة علاقات بالأسرة الحاكمة الدنماركية لكنها كانت علاقات عمل. بالرغم من هذا فإن نظرية مفادها أن أندرسن كان ابنا غير شرعي لأحد النبلاء لا زالت تلقى قبولا في الدنمارك، ويصر الكاتب رولف دورست على أن هناك سبلا لم تطرق في تحري أصل أندرسن.مهما كانت العلل والأسباب فقد أظهر الملك فريدريك السادس اهتمام شخصي به ودفع جل مصاريف تعليمه. أضطر هانس كريستان على ولوج باب العمل ليأمن لنفسه قوت يومه.أمتهن الحياكة. وعند بلوغه سن الرابعة عشرة انتقل أندرسن إلى كوبنهاغن بحثا عن وظيفة كممثل مسرحي. كان له صوت جميل في طبقة سوبرانو فنجح في الالتحاق بالمسرح الملكي الدنماركي. إلا أنه لم يستمر فيه كثيرا حيث احتبس صوته بعد برهه. وكان أحد زملائه في المسرح يصفه بالشاعر فبدأ أندرسن بأخذ هذا الأمر جديا والاهتمام بالكتابة.
التقى أندرسن بالصدفة بملك الدنمارك جوناس كولن الذي أبدى اهتماما بالفتى الغريب وألحقه بمدرسة ابتدائية في سلاجلسه ودفع مصاريف الدراسة عنه. كان أندرسن قد نشر أولى رواياته حتى قبل أن يلتحق بالمدرسة الابتدائية، وهي شبح قبر بالناتوك، عام 1822. وبالرغم من كونه طالبا بليدا ومتأخرا إلى أنه تابع دراسته في سلاجنسه وفي مدرسة في إلسينور حتى 1827، وهي فترة قال عنها فيما بعد أنها كانت أحلك وأمر سنوات حياته، حيث كان اضطر للعيش في منزل ناظر المدرسة، الذي أساء معاملته بحجة «صقل شخصيته»، كما كان الشخص الغريب بين زملائه الطلبة حيث كان أكبر سنا من أغلبهم.عانى أيضا من عسر القراءة وقد ذكر أن هذه الحالة أدخلته في مرحلة اكتئاب.

### مقابلة ديكنز
في هذا الوقت كان أندرسن مشهورا في أنحاء أوروبا، في الوقت الذي كانت فيه الدنمارك موطنه الأصلي لا زال يبدي معارضة لبعض أفكاره. في يونيو 1847 زار إنجلترا لأول مرة ولاقى نجاحا اجتماعيا باهرا؛ دعاه تشارلز ديكنز للإقامة في منزله لأسبوعين، إلا أن أندرسن مكث لستة أسابيع، غير منتبه لتلميحات ديكنز المتزايدة بأن على أندرسن أن يرحل. وعندما رحل ودعه ديكنز من على رصيف ميناء رامزجيت. بعدها بفترة وجيزة نشر ديكنز رواية ديفيد كوبرفيلد التي يقال أن شخصية أوريا هييب فيها مستوحاة من أندرسن، وهو إطراء مجازي إذا ما جاز التعبير.

## أعماله المبكرة

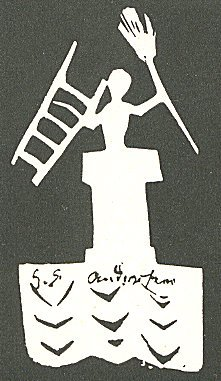
قصاصة ورقة من رسومات هانس كريستيان اندرسن

ظهرت محاولات الكاتب الأدبية الأولى وهو دون سن العشرين، أي في العام 1822، وبعد حصوله على الثانوية، كتب في العام 1829 أول عمل أدبي له بقص إبداعي خفيف الظل يحمل عنوانا طويلا (السفر سيرا على الأقدام من قناة هولمن إلى الرأس الشرقي لجزيرة آما)، وبعده كتب مسرحية «حب في برج نيكولاي»، وفي عام 1831 اصدر كتاب في أدب الرحلات بعنوان «صور الظل» يحوي قصتين يتجلى فيهما بعد القص الخرافي، وصدرت روايته الأولى في العام 1835 بعنوان «الفنان المرتجل»، وبعدها كتب مجموعة من القصص الخرافية من أهمها «حورية البحر الصغيرة» التي تعد نقطة انطلاقته الفنية، ثم اصدر في العام 1836 رواية «واو، تاء»، وفي العام التالي رواية «مجرد عازف»، وفي عام 1839 اصدر مخطوطات نثرية بعنوان «كتاب مصور بدون صور» مستوحى من ألف ليلة وليلة، وكذلك اصدر في العام 1842 كتاب «سوق شاعر» وهو من أدب الرحلات، وبين العامين 1843 و1848 اصدر من جديد حكايات خرافية بينها «العندليب»، و«الظل»، وفي العام 1848 كتب رواية «البارونتان» التي تتناول انتقال المجتمع بأكمله من العصر القديم إلى العصر الجديد، وفي العام 1855 اصدر سيرته الذاتية بعنوان «قصة حياتي الخرافية»، وبعدها بعامين صدرت له رواية «نكون أو لا نكون»، واستمر الكاتب في كتابة القصص الخرافية فضلا عن كتابته في مجال أدب الرحلات التي تناولت مشاهداته ورحلاته في أسبانيا والبرتغال، وفي العام 1870 كتب رواية «بيير المحظوظ»، وتوفي في العام 1875 في كوبنهاغن.
ظهر خيال أندرسن منذ طفولته، وهي صفة نماها فيه تدليل أبويه له واعتقاد أمه بالخرافات. صنع أندرسن لنفسه مسرحا صغيرا لعبة وأمضى وقته في المنزل يصنع ثيابا لدماه ويقرأ كل المسرحيات التي تطالها يداه؛ ومن ضمنها مسرحيات لدفج هولبرج وويليام شكسبير. كان أندرسن طوال طفولته شغوفا بالأدب، حيث كان معروفا عنه أنه يحفظ عن ظهر قلب مسرحيات كاملة لشكسبير وأنه كان يرويها مستخدما عرائسه الخشبية كممثلين.
نشر أندرسن روايته الأولى، المرتجل، في بداية عام 1835 فلاقت نجاحا مدويا، كما آلت بداياته المتواضعة كشاعر إلى نهايتها. وفي نفس العام نشر أول أجزاء عمله الخالد حكايات الخرافية (بالدنماركية Eventyr)، ونشر المزيد من الحكايات، مكملا المجلد الأول في عامي 1836 و1837. لم يلحظ أحد في البداية روعة هذه الحكايات ولم تحقق مبيعات جيدة. وفي نفس الوقت لاقت روايتان أخرى ان له نجاحا هما و.ت في عام 1836 ومجرد عابث في عام 1837.
في أربعينيات القرن التاسع عشر عاد اهتمام أندرسن إلى المسرح لكن بغير نجاح يذكر، إلا أن عبقريته تجلت في مجموعته القصصية ألبوم بلا صور (1840)؛ كما أخذت شهرة حكاياته الخرافية تزداد بثبات، حيث كان أصدر مجموعة ثانية منها عام 1838 وثالثة عام 1845.
استمر أندرسن في نشر المزيد من الأعمال، طامحا في أن يصبح روائيا ومسرحيا، إلا أنه لم يوفق. ومع أنه بدأ يستاء من الحكايات الخرافية التي برع فيها وأثيتت عبقريته، إلا أنه واصل كتابتها ونشر منها مجلدين آخرين في عامي 1847 و 1848. وبعد فترة صمت طويل نشر روايته أن تكون أو لا تكون في عام 1857، كما تابع نشر الحكايات الخرافية في أجزاء حتى 1872، حيث نشر آخر أعماله في عيد الميلاد من ذلك العام.

## حكايات خرافية

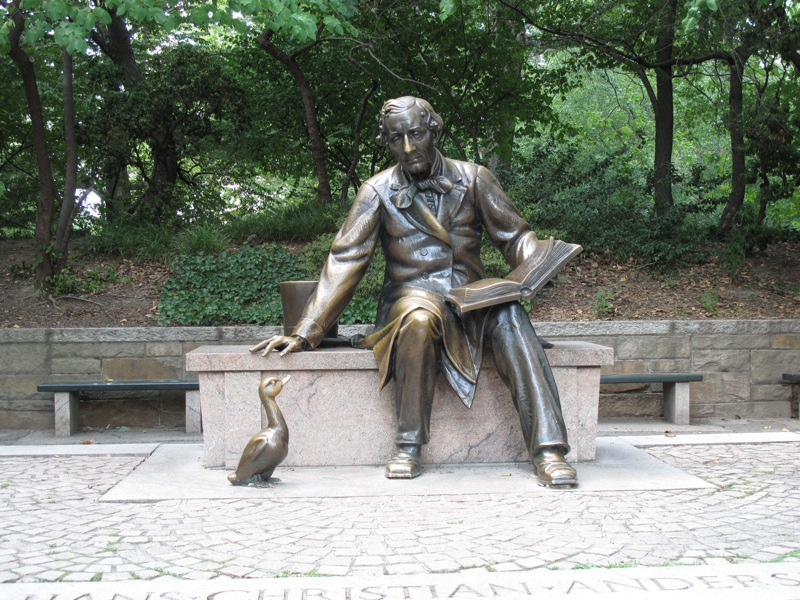
هانس كريستيان اندرسن والبطة القبيحة في منتزة في نيويورك

يقول هانس كريستيان أندرسن في معرض توضيحه لفحوى قصصه: «حكاياتي الخرافية هي للكبار كما هي للصغار في الوقت نفسه، فالأطفال يفهمون السطحي منها، بينما الناضجون يتعرفون على مقاصدها ويدركون فحواها. وليس هناك إلا مقدار من السذاجة فيها، أما المزاح والدعابة فليست إلا ملحا لها»، ويضيف الكاتب: «والراوي يجب ان يسمع صوته من خلال الأسلوب، واللغة يجب أن تقترب من الشفاهة. القص هو للأطفال ولكن الكبار يجب أن يصيبهم نصيب من المتعة أيضا».
وبهذا المعنى فان أندرسن يكتب لذلك الطفل الغافي في أعماق ذواتنا، ومن يقرأ «قصص وحكايات خرافية»، وهي مختارات تضم ثلاثاً وعشرين قصة وحكاية، يكتشف ان أندرسن يخاطب مشاعرنا وأحاسيسنا رغم كونه يضع القصة في قالب من التشويق والإثارة بشكل متعمد لأنها موجهة للأطفال، لكنها قصص، وكما جاء في المقدمة، تدور حول شخصياتنا جميعا بجوانبها المضيئة والمظلمة، فهي تتناول الطبيعة البشرية بكل ما تحمل من نفاق ونبل، من خير وشر، من أنانية وإيثار، من كبرياء ووضاعة...وهي، ومن زاوية أوسع، تنتقد بعض الأخلاقيات السلبية التي تسود في مجتمعات مختلفة في مراحل تاريخية معينة كالطمع، والتسلط، والانتهازية، والاستغلال، كما تحتفي بتلك القيم الأخلاقية النبيلة كالشجاعة، والعدل، والوفاء، والكرم، والصدق وباختصار هو يستقرئ دواخل كل من الفرد والمجتمع بشكل نقدي ساخر وبأسلوب فكاهي شيق.
شاعت حكاياته الخيالية في العلم وترجمت إلى لغات عدة وبسطت للأطفال. وفي كثير من الأحيان، لم يعد يسهل التمييز بين الحكايات الخرافية الشعبية الإسكندنافية وبين الحكايات التي ألفها أندرسن؛ مثله في ذلك مثل الأخوين جريم.
يصنف أندرسن عادة على أنه كاتب للأطفال، إلا أنه شخصيا لم يكن يحب أن يُنمَّط. الغالبية العظمى من قصص أندرسن سوداوية وأحيانا عنيفة، وغالبا ما يأتي الخلاص بثمن غال. واحدة من رواياته الشهيرة البطة القبيحة شرحها أندرسن في إحدى مراسلاته الخاصة على أنها قصة يمكن تعميمها.

## هانس وأدب الرحلات
في عام 1851 نشر بنجاح مجلدا من انطباعات السفر حمل عنوان «في السويد». ولكونه رحالة مثابرا فقد نشر عدة أعمال من أدب الرحلات: «خيالات سفرة إلى هارتس وساكسونيا السويسرية وغيرها» (1831)، و«بازار شاعر» (1842) و«في إسبانبا» (1863)، و«زيارة إلى البرتغال» (1868). في سجلات أسفاره اتبع أندرسن بعض أساليب أدب الرحلات المعاصر له، إلا أنه دائما ما كان يطوّع الأساليب لتناسبه. يضم كل من مؤلفاته الرحلاتية توثيقيا ووصفا لما شاهده مع تعمق في مواضيع فلسفية مثل كونه مؤلفا، والخلود، وطبيعة الخيال في أدب الرحلات. بعض سجلات أسفاره مثل مؤلَّفْ «في السويد» حوت قصصا خرافية.

### الحياة الخاصة

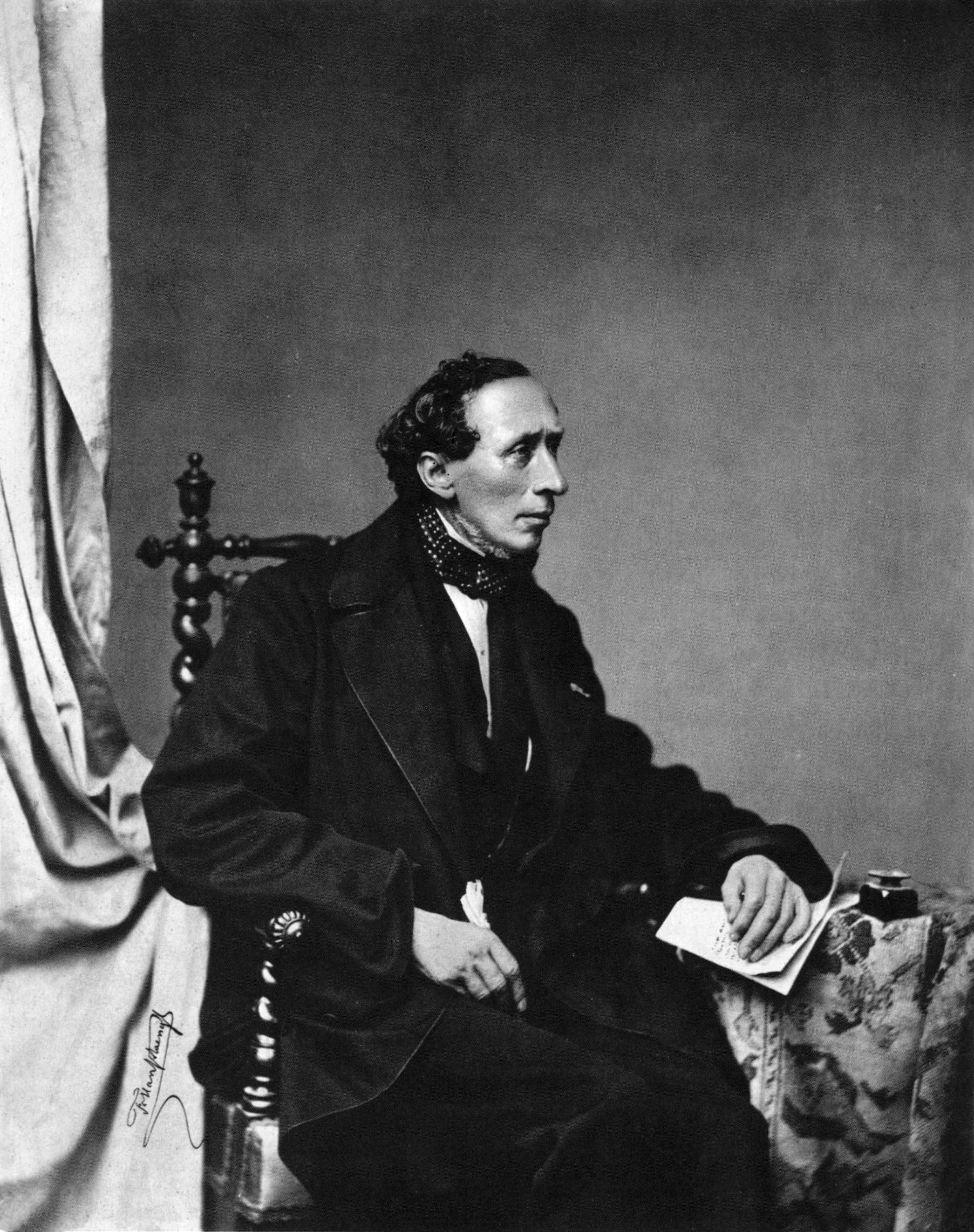
لوحة لهانس كريستيان أندرسن في عام 1860

تذكر مذكرات أندرسن بأنه كان يرفض القيام بعلاقات جنسية في بداية حياته.
غالبًا ما كان يقع أندرسن في حب النساء اللاتي لايقدر على الحصول عليهن، ويتم تفسير العديد من قصصه كمراجع لذلك. في مرحلة ما، كتب في مذكراته: «أيها الرب العظيم، أنت فقط تملكني، أنت تقود مصيري، يجب أن أسلم نفسي! أعطني حياة! أعطني عروس! دمي يريد الحب، كما يريد قلبي!». كانت فتاة تدعى ريبورغ فويغت حب شباب أندرسن غير المتبادل. تم العثور على حقيبة صغيرة تحتوي على رسالة طويلة من فويغت على صدره عندما توفي، عدة عقود بعد أن وقع في حبها لأول مرة، وبعد أن وقع في حب آخرين. كانت له خيبات أمل أخرى في الحب شملت صوفي أورستد، ابنة الفيزيائي هانز أورستد، وكذلك لويس كولين الابنة الصغرى لمانحه جوناس كولن. كُتبت إحدى قصصه «العندليب» كتعبير عن شغفه لمغنية الأوبرا السويدية جيني ليند وأصبحت مصدر إلهام لقبها، «العندليب السويدي». كان أندرسن غالبًا خجولًا حول النساء وكان يواجه صعوبة كبيرة في محاولة خطبته لليند. عندما كانت ليند تستقل قطارًا للذهاب إلى حفل أوبرا، قدم أندرسن خطاب خطبة لليند. لم تكن مشاعرها تجاهه متماثلة إذ كانت تعتبره بمثابة أخ لها، وقد كتبت له في عام 1844: «وداعًا ... فليبارك الرب ويحفظ أخي فتلك هي الرغبة الصادقة لأخته الحنونة، جيني».

## وفاته

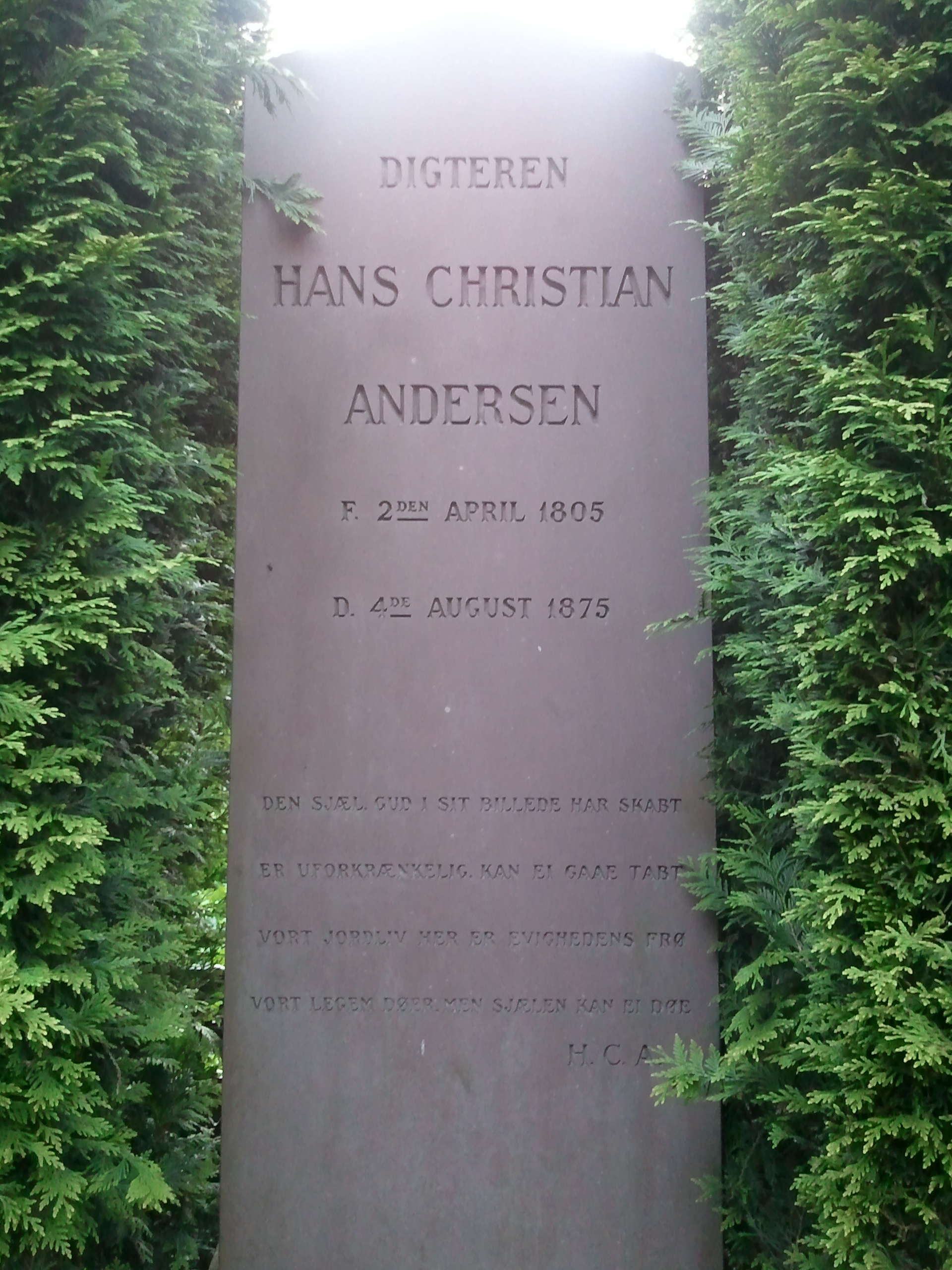
قبر الكاتب هانس كريستيان اندرسن

توفي في كوبنهاغن، 4 أغسطس 1875

## جائزة أندرسن لأدب الطفل
تحتل جائزة أندرسن والتي تمنح للمتميزين في مجال أدب الطفل مكانة متميزة بين غيرها من الجوائز، فتعرف كواحدة من أرفع الجوائز والتي يتم منحها لمؤلف ورسام كل عامين وذلك في احتفال رسمي تقوم فيه الملكة مارجريت ملكة الدنمارك بمنح الجوائز للفائزين.
توفى أندرسون في الرابع من أغسطس عام 1875 عن عمر يناهز السبعين عاماً بعد أن منح العديد من الأطفال السعادة بمجموعة كتبه الضخمة التي قدمها لهم في شكل سلس جميل حبب القراءة إلى نفوسهم ولم تكن هذه الكتب للتسلية والحكايات الترفيهية فقط ولكن كانت تتضمن الحكمة والمعرفة أيضاً.

## حكايات خرافية
أول كتاب قام هانز بكتابته للأطفال هو كتاب عن قصص الحوريات وتم نشره في عام 1835، ولاقي هذا الكتاب نجاحاً باهراً وتوالت أعماله المتميزة بعد ذلك حيث شهدت الفترة اللاحقة لعام 1835 غزارة في الإنتاج بالنسبة له فأصبح يكتب كل عام كتاباً جديداً واستمر في إنتاجه الغزير هذا حتى عام 1872.
قام هانز بكتابة العديد من الكتب الشيقة في خلال سنواته الأدبية حيث وصل إجمالي ما كتبه حوالي 168 كتاب نذكر منهم: حورية البحر الصغيرة، البطة الصغيرة القبيحة، عندليب الإمبراطور، الجندي الصفيحي، ثياب الإمبراطور الجديدة، القداحة العجيبة، ولقد تم ترجمة أعمال هانز للعديد من اللغات وتم تداولها ونشرها في ملايين النسخ بالكثير من بلاد العالم وتزخر أغلب المكتبات بهذه الكتب الرائعة.
في جميع قصصه وحكاياته الخرافية ثمة عالم جميل تنسج خيوطه مخيلة أندرسن الخصبة، وثمة افتتان بالمتعة، والجمال، والحكمة، والشجاعة، والنباهة، والفكاهة...وغالبا ما يقول فكرته على لسان الحيوان، والنبات، والطير، ففي قصة «زهور إيدا الصغيرة» نجد شفافية عالية، إذ يقص أندرسن حكاية طفلة صغيرة حزينة لأن زهور حديقتها قد ذبلت، لكن مخيلة الكاتب تجعل من زهور إيدا الصغيرة كائنات رقيقة ملونة تغني، وتتكلم، وترقص...فتمضي معها إيدا الصغيرة وقتا ممتعا، وحين تذبل هذه الأزهار من جديد، تقول لإيدا بان تدفنها في الحديقة لتنبت من جديد في الربيع القادم بألوان وأنواع مختلفة وجميلة، وفي قصة «القداحة» يتحدث الكاتب عن القدر الذي قاد جنديا معدما لأن يعثر على قداحة تحقق له أي مطلب، وبعد سلسلة من المغامرات اللطيفة يستطيع هذا الجندي ان يملك ثروة طائلة ويتزوج من بنت الأمير ويعيش في سعادة، أما قصة «كلاوس الصغير وكلاوس الكبير» فهي تدين استغلال الإنسان لأخيه الإنسان، وتسعى إلى إيصال فكرة تقول بان الأمور لا تبقى على حالها كما قال، أيضا، الشاعر العربي: (لكل شيء إذا ما تم نقصان / فلا يغر بطيب العيش إنسان//هي الأمر كما شاهدتها دول / من سره زمن ساءته أزمان)، وهكذا فان كلاوس الكبير الذي كان غنيا يغدو فقيرا، بينما كلاوس الصغير الذي كان معدما يصبح رجلا غنيا، وهو لا يقدم أفكاره، ومقولاته بصورة مباشرة بل يضع كل ذلك في قالب قصصي تشويقي، جميل وممتع كما هي الحال مع قصصه المدرجة في هذه المختارات مثل «قطرة المطر»، «ثوب القيصر الجديد»، «زهرة البابونج البرية»، «الأميرة وحبة البازليا»، «الحقيبة الطائرة»، «الحنطة السوداء»...وغيرها.
- حكاية الملاك
- حكاية الجرس
- ملابس الملك الجديدة
- زهور إيدا الصغيرة
- شجرة الحور
- الأسرة السعيدة
- بائعة الكبريت
- الحورية الصغيرة
- العندليب المغرد
- الأميرة وحبة البازلاء (أيضا: الأميرة الحقيقية)
- الحذاء الأحمر
- حكاية الظل
- ملكة الثلج
- جندي الصفيح
- قصة أم
- الراعي
- عقلة الأصبع
- فرخ البط القبيح
- الإوزات البرية

## وصلات خارجية
- هانس كريستيان أندرسن على موقع أرشيف الشارخ.
- كتب ومؤلفات هانس كريستيان أندرسن على موقع مؤسسة هنداوي للتعليم والثقافة
- هانس كريستيان أندرسن على موقع IMDb (الإنجليزية)
- هانس كريستيان أندرسن على موقع الموسوعة البريطانية (الإنجليزية)
- هانس كريستيان أندرسن على موقع ميوزك برينز (الإنجليزية)
- هانس كريستيان أندرسن على موقع قاعدة بيانات برودواي على الإنترنت (الإنجليزية)
- هانس كريستيان أندرسن على موقع إن إن دي بي (الإنجليزية)
- هانس كريستيان أندرسن على موقع ديسكوغز (الإنجليزية)
- هانس كريستيان أندرسن على موقع قاعدة بيانات الفيلم (الإنجليزية)

هانس كريستيان أندرسن  على قاعدة بيانات الخيال التأملي على الإنترنت